# The Fear
"The Fear" este un cântec înregistrat de cântăreața britanică Lily Allen pentru al doilea ei album de studio, It's Not Me, It's You. Scris de Allen și Greg Kurstin, a fost promovat ca prim single de pe album. Inițial, "Everyone's At It" a fost anunțat că va fi primul single; totuși, decizia a fost anulată, iar "The Fear" a fost lansat pe 26 ianuarie 2009 de Regal Recordings, cu toate că varianta demo apăruse pe internet în aprilie 2008. Cântecul incorporează elemente de muzică electropop, versuriile descriind problemele din viața de vedetă și includ metafore referitoare la cunoscute ziare britanice, precum și sarcasm.
Criticii contemporani au apreciat melodia și tema materialistică, cu toate că a fost numită de unii ca fiind un clișeu și o litotă pentru controversele anterioare ale lui Allen din mass media. Discul single s-a clasat în top 20 în mai multe țări europene și Australia, staționând timp de patru ediții pe locul 1 în UK Singles Chart; este de a semenea al doilea single al interpretei clasat în Billboard Hot 100.
Videoclipul are o temă fantastică, Allen dansând cu baloane și cadouri uriașe. A fost filmat în Wrest Park, Bedfordshire, Anglia. Acesta începe cu Allen în fața unei rulote, descoperind un palat după ce intră în aceasta. La sfârșitul videoclipului, iese însoțită de majordomi dintr-o vilă uriașă și colorată. Cântecul a fost interpretat prima dată live în timpul emisiunii The Scott Mills Show de la BBC Radio 1. "The Fear" a primit un premiu la categoria Best Track în cadrul galei Q Awards din 2009, și două la Ivor Novello Awards în 2010.

## Informații
Compus de Lily Allen și Greg Kurstin și produs de cel din urmă, cântecul discută temerile lui Allen privind transformarea lumii într-un loc superficial, steril, unde orice este sponsorizat, în timp ce oferă și comentarii asupra celebrității și vieții mondene.
Allen a lansat cântecul pe contul ei de MySpace în aprilie 2008 și a fost ulterior publicat fără permisiunea acesteia pe YouTube. Descărcările legale pentru single au fost permise în magazinul muzical online iTunes din Europa pe data de 5 decembrie 2008 și în cel din Statele Unite ale Americii pe 9 decembrie 2008. Versiunea extended play al discului single a fost lansată pe iTunes pe 23 ianuarie 2009 și cuprindea cântecele de pe fața B, „Kabul Shit” și „Fag Hag”, dar și versiunea cenzurată a altui cântec de pe album, „Fuck You”.
În episodul patru din sezonul al treilea al seriei Skins, cântecul se aude pe fundal, fiind adăugat în post-producție.

## Videoclip

Lily Allen cu majordomii şi baloanele dansatoare în videoclipul oficial pentru „The Fear”.

Videoclipul a fost regizat de Nez. Acesta începe prin imagini cu Allen cântând din interiorul unei rulote, cu o sârmă de uscat rufe atârnând într-o parte, pe care erau poziționați chiloți și un ursuleț de pluș. Ea iese, dar, la întoarcere, interiorul casei mobile se transformă într-un hol al unei vile mare și luxoasă. Allen apoi umblă prin camerele colorate și ornate ale casei, ce dau iluzia de extravaganță. Videoclipul include majordomi ce dansează, cadouri mari petrecărețe, baloane cu picioare, fum colorat și confetti, toate dispuse fie prin diferite camere, fie în exteriorul casei. Ultima scenă reprezintă o imagine din punctul de vedere aerian, ce înfățișează casa învelită într-o fundă; afară se văd nori gri, melancolici, care contrastează tonul colorat al „petrecerii” la care Allen a participat în restul videoclipului.
Filmările au avut loc în parcul Wrest din Bedfordshire, Anglia.
Emisiunea Making the Video de la MTV a documentat producerea videoclipului din spatele camerelor și au inclus un interviu cu Lily Allen. În timpul filmărilor, ea și-a criticat propriile abilități de prezentare; pe când s-a chinuit în discutarea unei anumite secvențe, aceasta a râs: „Vedeți, eu nu sunt bună la astfel de chestii! Ați văzut Lily Allen and Friends?”.

## Formate
Download digital
1. „The Fear” — 3:26
2. „Fag Hag” — 2:57
3. „Kabul Shit” — 3:45
4. „Fuck You” — 3:40 (Cenzurat) (Valabil doar pe EP-ul de pe iTunes)

UK/AUS disc single
1. „The Fear” — 3:26
2. „Fag Hag” — 2:57

Disc de vinil 7"
A. „The Fear” — 3:26
B. „Kabul Shit” — 3:45
Remix CD
1. „The Fear” (Original Mix) — 3:26
2. „The Fear” (StoneBridge Radio Edit) — 3:26
3. „The Fear” (Wideboys Prime Time Radio Edit) — 3:56
4. „The Fear” (Dave Dresden & Johnston Radio Edit) — 3:35

## Performanța în clasamente
„The Fear” a debutat pe UK Singles Chart pe poziția 168, deși fusese valabil doar de câteva ore prin EP. Pe 1 februarie 2009 cântecul a urcat 167 de locuri pentru a ajunge pe prima poziție în top, unde a rămas timp de patru săptămâni, până a fost întrecut în vânzări de „My Life Would Suck Without You” al lui Kelly Clarkson pe 1 martie. De atunci, „The Fear” a fost certificat cu discul de aur de Industria Fonografică Britanică pentru vânzări de peste 400.000 de copii în Regatul Unit.
În Irlanda, acest single a debutat pe numărul 39, ajungând pe poziția maximă de 5, iar în restul Europei cântecul a ajuns în top 20 a mai multe țări, printre care Belgia, Danemarca, Germania și Olanda, datorită descărcărilor digitale; pe European Hot 100 a intrat în top trei.
Pe continentul american, „The Fear” a avut succes moderat, ajungând pe poziția 80 în Billboard Hot 100 din S.U.A. și pe 33 în Canada; în Australia, a debutat pe 46 în Australian ARIA Singles Chart și a ajuns pe locul 3, fiind cel mai performant single al lui Lily Allen și primul hit de top 10 acolo. În Noua Zeelandă, cântecul a început urcarea în clasament pe 37 pe 2 martie 2009, fiind al patrulea ei hit de top 40, după care a înaintat la 23 săptămâna următoare, ajungând în final pe locul 14.
| Clasament (2009)                     | Poziția maximă |
| ------------------------------------ | -------------- |
| Australian ARIA Singles Chart        | 3              |
| Austrian Singles Chart               | 20             |
| Belgian (Flanders) Singles Chart     | 6              |
| Belgian (Wallonia) Singles Chart     | 5              |
| Canadian Hot 100                     | 33             |
| Czech Republic Singles Chart         | 19             |
| Danish Singles Chart                 | 20             |
| Dutch Top 40                         | 29             |
| European Hot 100                     | 3              |
| Finnish Singles Chart                | 14             |
| French Singles Chart                 | 15             |
| German Singles Chart                 | 12             |
| Irish Singles Chart                  | 5              |
| Israeli Singles Chart                | 3              |
| Italian Singles Chart                | 41             |
| Japan Hot 100 Singles                | 9              |
| Mexico Top 100                       | 69             |
| New Zealand Singles Chart            | 14             |
| Swedish Singles Chart                | 30             |
| Swiss Singles Chart                  | 14             |
| Turkey Singles Chart                 | 15             |
| UK Singles Chart                     | 1              |
| S.U.A. Billboard Hot 100             | 80             |
| S.U.A. Billboard Pop 100             | 54             |
| S.U.A. Billboard Hot Dance Club Play | 1              |
| S.U.A. Billboard Hot Dance Airplay   | 2              |

| Țară         | Certificare       | Vânzări |
| ------------ | ----------------- | ------- |
| Australia    | Discul de platină | 70,000+ |
| Canada       | Discul de aur     | 20,000+ |
| Regatul Unit | Discul de aur     | 447,247 |

| Predecesor: „Just Dance” de Lady Gaga cu Colby O'Donis | Locul 1 în UK Singles Chart 1 februarie 2009 - 1 martie 2009   | Succesor: „My Life Would Suck Without You” de Kelly Clarkson |
| Predecesor: „Diva” de Beyoncé                          | Locul 1 în S.U.A. Billboard Hot Dance Club Play 4 aprilie 2009 | Succesor: „God in Me” by Mary Mary cu Kierra "KiKi" Sheard   |